# Franz Haniel & Cie.
Franz Haniel & Cie. GmbH est une holding familiale allemande dont le siège social est à Duisbourg-Ruhrort. Elle prend ses origines dans la création en 1756 d'une entreprise d'entreposage de produits coloniaux. Au XIXe siècle, la famille Haniel fait fortune dans le commerce de charbon. Vers 1830, le transport du charbon par bateaux fluviaux l'amène à construire ses propres navires. Au milieu du siècle, elle ouvre ses propres charbonnages. 
Au début du XXe siècle, les intérêts industriels sont regroupés dans une société à responsabilité limitée qui a aujourd'hui plus de 600 sociétaires héritiers. 
À l'aube du XXIe siècle, la société s'est développée en une holding diversifiée avec des investissements dans plus de 800 sociétés qui regroupent plus de 50 000 employés. Elle détient 25 % du groupe Metro AG et 50 % du conglomérat de distribution Takkt (de).